# Pierre de Lamardelle
Pierre Suzanne Marie de Lamardelle est un homme politique français né le 26 novembre 1770 à Port-au-Prince (Haïti) et décédé le 17 mars 1844 à Paris.

## Biographie
Fils de Guillaume Pierre François Delamardelle, conseiller du roi et son procureur général au Conseil supérieur du Port-au-Prince, et de Marie-Elisabeth Burdin, Pierre de Lamardelle étudie le droit et est reçu licencié ès lois.
Juge au tribunal de première instance de la Seine, puis procureur général à Amiens en 1811, il est député d'Indre-et-Loire de 1807 à 1811. Il est baron d'Empire en 1811.

## Sources
- « Pierre de Lamardelle », dans Adolphe Robert et Gaston Cougny, Dictionnaire des parlementaires français, Edgar Bourloton, 1889-1891 [détail de l’édition]